# Jean Hamilius

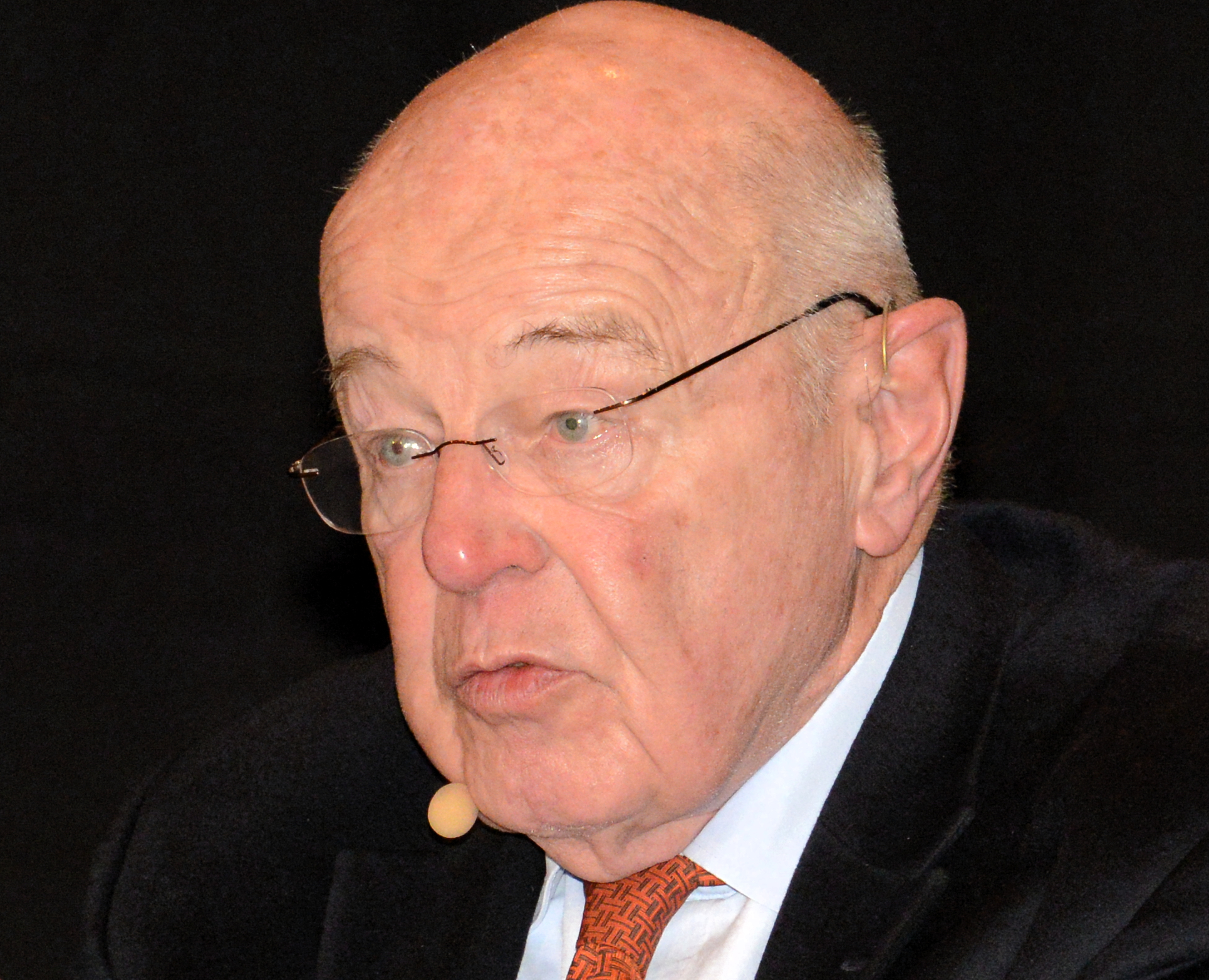
Jean Hamilius bei einer Podiumsdiskussion im März 2015

Jean Hamilius (* 5. Februar 1927 in Luxemburg) ist ein luxemburgischer Leichtathlet. Nach seiner Sportlerkarriere wurde er Politiker.

## Frühe Jahre
Jean Hamilius, der Sohn des Fußballnationalspielers Émile Hamilius, wuchs in der Innenstadt Luxemburgs auf und besuchte die Primärschule. Danach ging er auf die Athénée de Luxembourg, eine weiterführende Schule.
Nach der Besetzung des Landes durch die deutsche Wehrmacht 1940 wurde Hamilius Luftwaffenhelfer bei der Heimatflak eingesetzt. Während dieser Zeit war er als Widerstandskämpfer aktiv für die luxemburgische Widerstandsorganisation Unio'n vun de Fräiheetsorganisatiounen. Durch diese Aktivität wurde Hamilius nach der Befreiung Luxemburgs durch US-amerikanische Truppen im September 1944 Mitglied der Miliz und arbeitete dann als Dolmetscher für das 46. Infanterie-Regiment der 5. Panzerdivision der US-Streitkräfte.
Von 1946 bis 1950 besuchte Jean Hamilius in Brüssel die Solvay Brussels School of Economics and Management und studierte von 1950 bis 1951 an der Cornell University in Ithaca in den USA.

## Sportliche Laufbahn
Während seines Studiums in Brüssel betätigte sich Hamilius als Leichtathlet. Er spezialisierte sich auf den Sprint und wurde Mitglied des Vereins C.A. Spora Luxemburg. Bei einem Studentenwettkampf 1951 in Luxemburg belegte er in einer 4-mal-400-Meter-Staffel mit Josy Barthel, Robert Schaeffer und Gérard Rasquin Platz 2 hinter der deutschen Staffel.
1952 wurde Jean Hamilius in die luxemburgische Olympiamannschaft berufen. Bei den Spielen von Helsinki ging er im 400-Meter-Lauf an den Start, schied jedoch als Letzter seines Vorlaufs mit einer Zeit von 50,75 s (handgestoppt 50,3 s) aus. Die luxemburgische 400-Meter-Staffel schied ebenfalls in der Vorrunde aus. Zusammen mit seinen Staffelkameraden Robert Schaeffer, Fred Hammer und Gérard Rasquin erreichte er eine Zeit von 3:16,38 min und belegte Platz 5.
In seinem Verein war Hamilius auch als Hammerwerfer aktiv. Zudem beschäftigte er sich mit dem Skifahren und dem Tauchsport.

## Politische Laufbahn
1948 wurde Jean Hamilius Gründungsmitglied der Jugendorganisation Jeunesse démocrate et libérale. Er wurde Mitglied der Groupement patriotique et démocratique, der Vorläuferorganisation der Demokratesch Partei.
1964 trat er bei den Parlamentswahlen für die DP an, wurde jedoch nicht gewählt. 1968 schaffte er es dann, als Abgeordneter in das luxemburgische Parlament, die Chambre des Députés, einzuziehen. 1974 übernahm Gaston Thorn das Amt des Premierministers und ernannte Hamilius zum Minister für Landwirtschaft und Weinbau sowie zum Bauminister. Diese Ministerposten hatte Hamilius bis 1977 inne. Von 1976 bis 1979 war er stellvertretender Außenminister. Als Bauminister war er mitverantwortlich für die Renovierung der Burg Vianden und dem Bau des Kueb, einem Gebäude für das Europäische Parlament. 1979 entschied sich Jean Hamilius, statt einen Regierungsposten anzunehmen, Mitglied der luxemburgischen Delegation für das Europäische Parlament zu werden.
Auf Kommunalebene war Hamilius Berater des Gemeinderates der Stadt Luxemburg. Eine Wahl zum Schöffen des Bürgermeisters nach der Gemeindewahl von 1981 lehnte er ab. 1984 wurde er nochmals als Abgeordneter ins Parlament gewählt, legte jedoch 1987 sein Mandat nieder.

## Privat- und Berufsleben
Jean Hamilius war nach Abschluss seines Studiums für kurze Zeit Verwaltungsratsmitglied der Luxair. Hier machte er sich für die Anschaffung von Flugzeugen des Typs Fokker F-27 stark. Luxair verfügte bis zu diesem Zeitpunkt noch nicht über eine eigene Luftflotte. Zur gleichen Zeit half er bei der Umstrukturierung des Lëtzebuerger Journals. 1952 arbeitete er für den Stahlkonzern ARBED, wo er für die Produktion von Diddelenger Schmelz zuständig war. Hamilius kündigte kurze Zeit darauf und gründete mit drei Studienkollegen die Firma Réviseurs d'enterprise, eine Unternehmensberatung.
Privat war Hamilius ehrenamtlicher Mitarbeiter, u. a. bei der American Luxembourg Society und beim FC Avenir Beggen. Er unterstützte den Chor des Konservatoriums der Stadt Luxemburg und das Museum für moderne Kunst, das Musée d’Art Moderne Grand-Duc Jean.
2008 wurde er mit dem Ritterkreuz des Verdienstordens des Großherzogtums Luxemburg ausgezeichnet.